# دانييلا بابينو
دانييلا بابينو (بالرومانية: Daniela Băbeanu)‏ مواليد 18 نوفمبر 1988 في رمينكو فيلتشا، هي لاعبة كرة يد رومانية. مثلت منتخب رومانيا لكرة اليد للسيدات.

## سجل المنافسة
شاركت في البطولات التالية:
- بطولة العالم لكرة اليد للسيدات 2011
- بطولة أوروبا لكرة اليد للسيدات 2014

## روابط خارجية
- دانييلا بابينو على موقع الاتحاد الأوروبي لكرة اليد (الإنجليزية)